# 綏托科查湖 (聖羅薩區)
14°32′31″S 70°57′22″W / 14.54194°S 70.95611°W
綏托科查湖（Suyt'uqucha），是秘魯的湖泊，位於該國東南部普諾大區，由梅爾加省的聖羅薩區負責管轄，長1.02公里、寬0.4公里，面積0.7平方公里，海拔高度4,530米。